# تودلا د دوئرو
تودلا د دوئرو (به اسپانیایی: Tudela de Duero) یک شهرستان در اسپانیا است که در استان وایادولید واقع شده‌است.